# 古宮城
古宮城（ふるみやじょう）は、愛知県新城市作手清岳にあった戦国時代の日本の城（平山城）。戦国時代の武田氏による城郭と考えられ、現在も同氏の築城術の多くが理解できる遺構が残っている。新城市指定史跡。2017年（平成29年）4月6日、続日本100名城（150番）に選定された。

## 概要

### 立地
古宮城は三河国北東部の山間地にある作手盆地の中央部に立地する。城のすぐ西には作手盆地を南北に縦貫する作手街道が走り、また城の南側には作手街道から分岐した街道が東に伸びる（山を越えて伊那街道に接続する）など、山間部の交通の要衝といえる位置にある。また、城は周辺からの比高30メートルほどの小さな独立した丘にあり、周辺は盆地内で最も標高が低いこともあって湿地帯（水田）となっている。また、城から作手街道を挟んで西側にはすでに本城山が迫ってきており、同時期に塞ノ神城が築かれていたと考えられている。

### 歴史
古宮城自体が同時代の史料に登場しないため、築城から廃城に到る過程については明らかではないが、『三河国二葉松』によると元亀2年（1571年）に武田信玄が馬場信春に命じて築城させたとある。前述のとおり古宮城の地は街道上の要衝に立地し、当時武田氏が抗争していた三河の徳川家康攻略の拠点として築城されたと考えられている。『二葉松』によると小幡又兵衛（昌盛？）、甘利左右衛門（信康？）、大熊備前守（朝秀？）が在城したという。
廃城の時期についても明らかではないが、天正3年（1575年）5月の長篠の戦いで武田氏の勢力が大きく後退した時期の可能性が高い。
『中津藩史』によると、この頃、作手を領有していた奥平氏は武田氏から離反して、徳川家康に再属する記述が見られる。
天正元年8月（1573年）に亀山城を放棄した奥平貞能と一族郎党を、古宮城の武田軍が追捕行動を起こした。逃亡奥平軍の殿軍に肉薄したところ、奥平の別働隊が手薄の古宮城を襲うと見せかけた陽動放火を展開。古宮城の危機と判断した武田軍は追捕を断念したという。

### 遺構
現在、城郭跡の南側には白鳥神社が建立されているが、その他の区域は山林となっており、遺構の破壊がかなり少ない。このため、戦国時代の築城技術を知る上で貴重な遺構となっている。
城の規模は250メートル×200メートルほどであり、先述したとおり比高30メートルほどの小さな丘に立地し（標高は約580メートル）、当時は周囲は湿地帯（水田）となっており、現在もある程度排水されたものの水田が広がっている。
城郭は大きな堀によって東側と西側に分けられている。外部から城への入口は作手街道に面した西側にある。城の西側に侵入すると、幾重にも張り巡らされた細い土塁や堀底を移動することになり、しかも常に高所から守備隊の攻撃にさらされる。細い道を登り、西側の曲輪に入ると、一箇所だけある東側の曲輪への細い道がある。東側の曲輪の虎口はいわゆる桝形の構造となっており、これを通過すると50メートル四方ある主郭部に入る。また、主郭部の東側は段々状の削平面となっており、ここが武家屋敷であったと考えられている。また、大きな竪堀もはりめぐらされている。
これらの遺構からも、古宮城は武田氏による築城技術が生かされた構造と考えられ、『日本城郭大系』は「古宮城」の項で「遠江諏訪原城を小型化した縄張りで、（中略）、中世から近世に移る過程の城郭の見本ともいえる城」と評している。ただし、現在に至るまでこの城跡に対する本格的な発掘調査は実施されておらず、構造・内部空間が詳しくはどのようであったのかはその結果を待つ必要もある。

## 注意事項
古宮城跡の敷地の多くは個人所有の土地であり、史跡の見学は関係する多くの地主の理解により自由に利用できる形がとられている。見学の際は「あいさつ」や「通路以外の場所に入らない」といったマナーを守る必要がある。順路を外れて個人住宅の敷地に無断で立ち入る行為は固く禁じられており、白鳥神社からの出入口を経由して見学することが求められている。遺構や草花が踏み荒らされる被害も発生しており、見学者には地域への配慮が呼びかけられている。

## ギャラリー

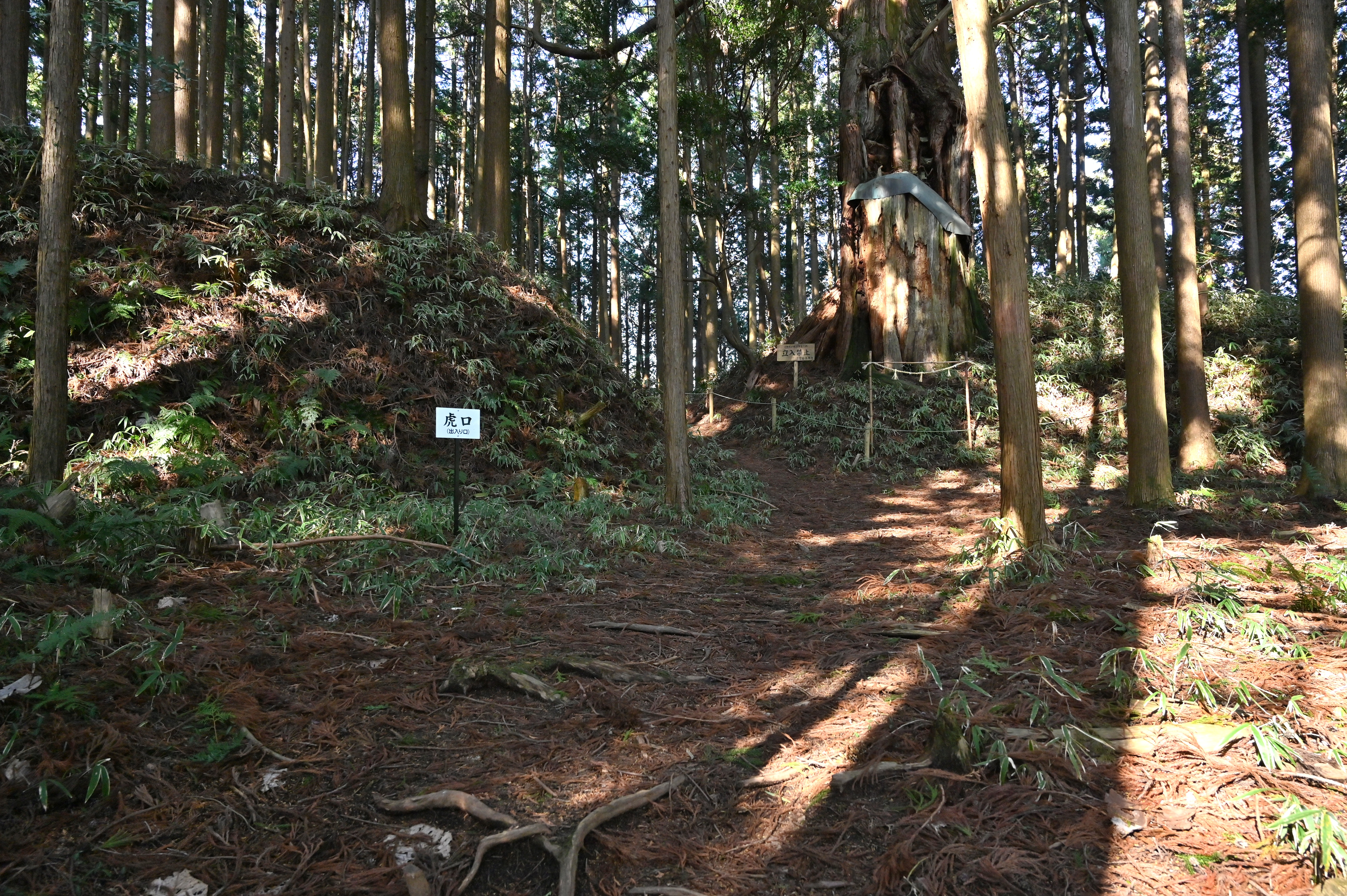
虎口
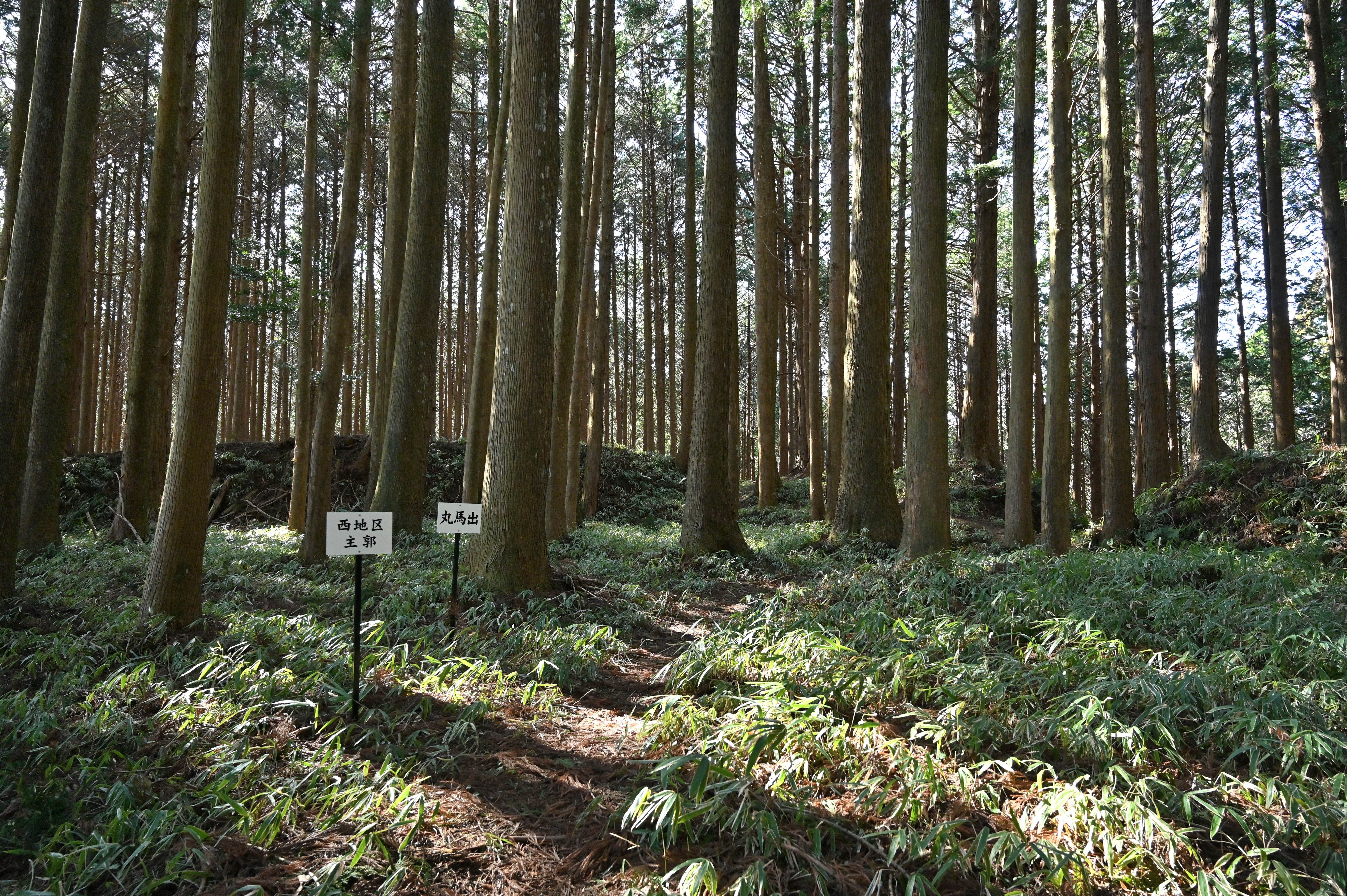
主郭と馬出
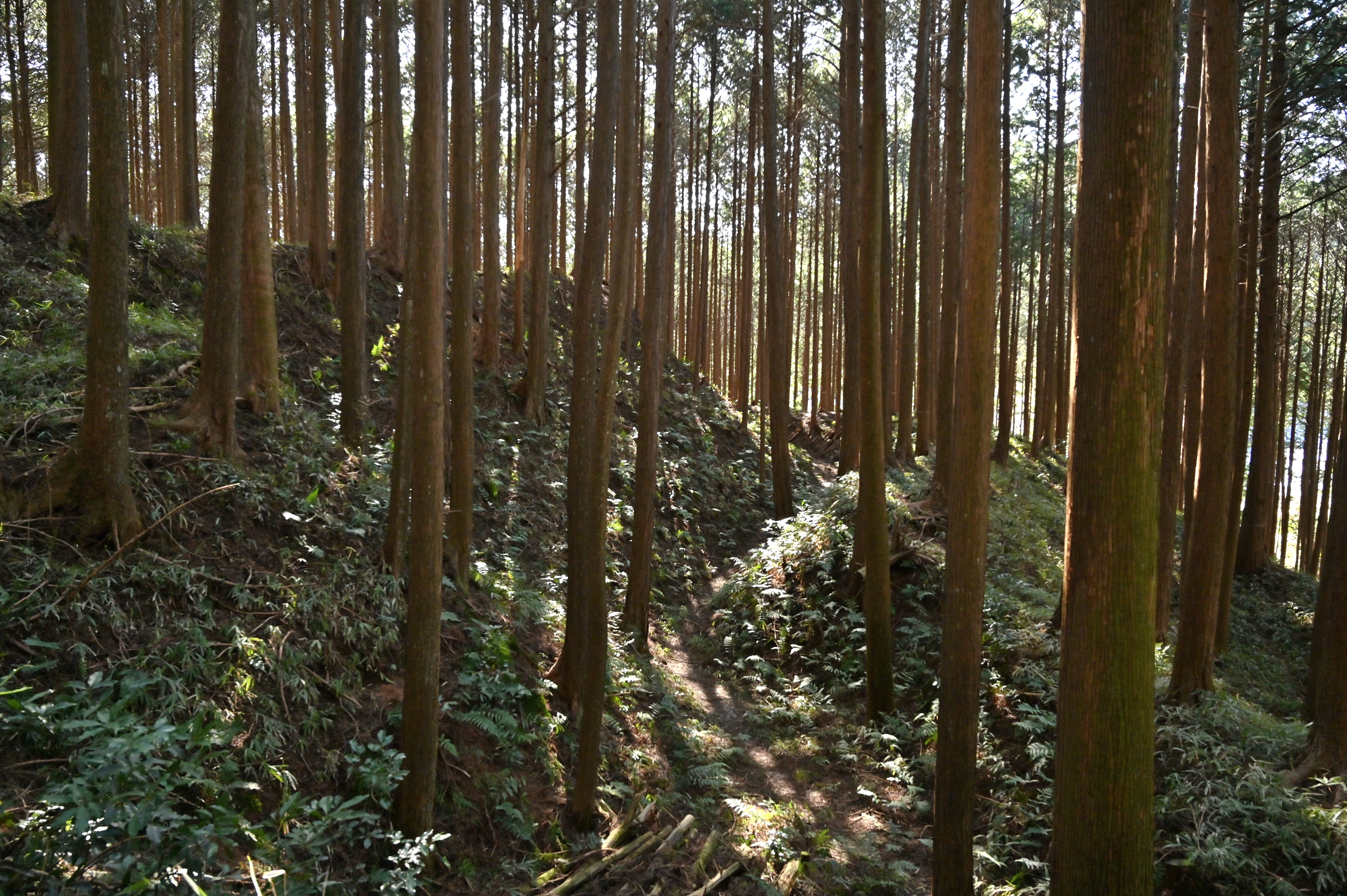
土塁と堀
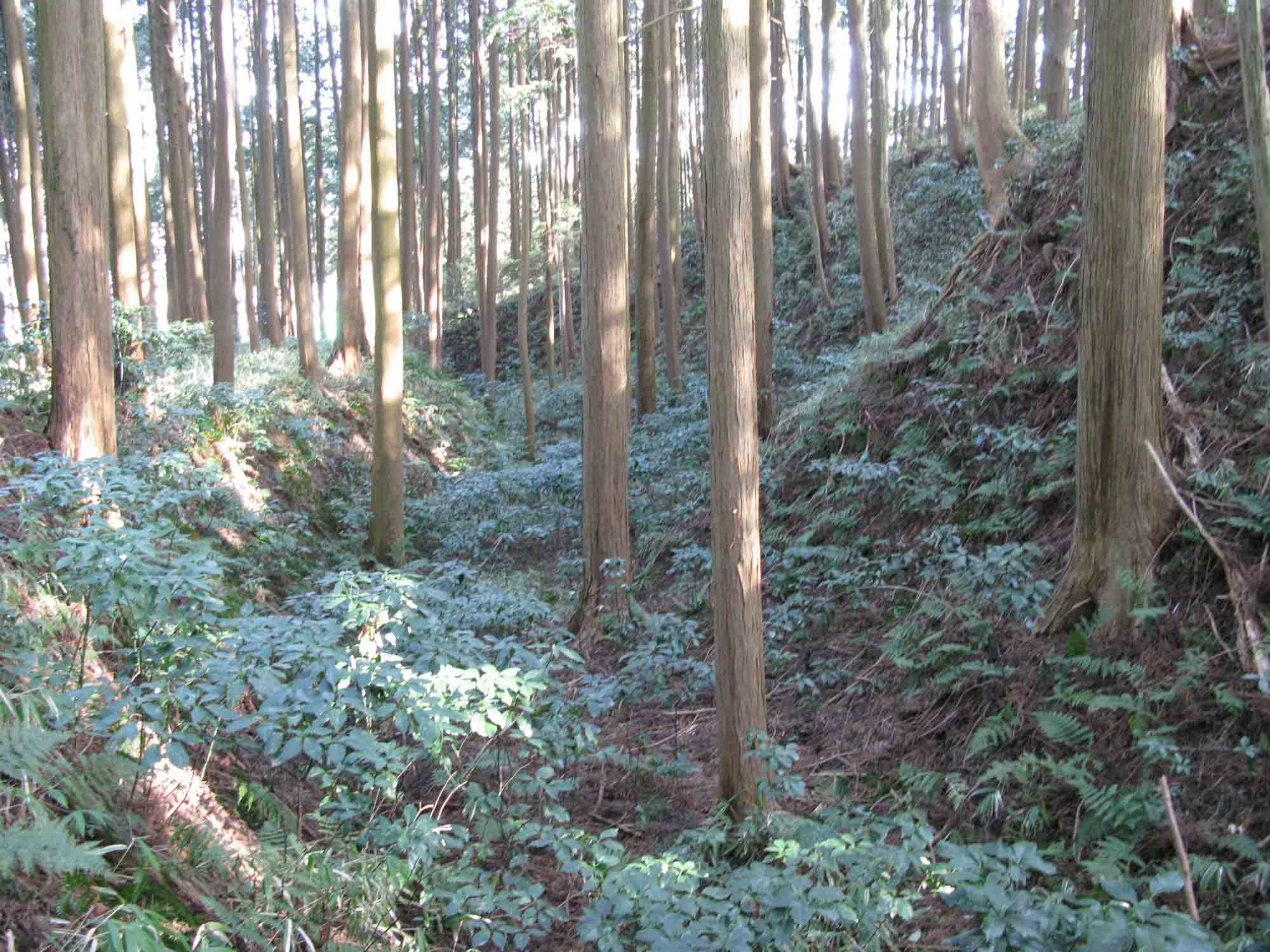
土塁と堀

## 参考書籍
- 平井聖ほか編『日本城郭大系第9巻　静岡・愛知・岐阜』（1979年、新人物往来社）
- 愛知県教育委員会編『愛知県中世城館跡調査報告3　東三河』（1997年、愛知県教育委員会）